# Dorotea av Brandenburg
För andra betydelser, se Dorotea av Brandenburg (olika betydelser).
Dorotea av Brandenburg, född omkring 1430, död 10 november 1495, var markgrevinna av Brandenburg och genom sina äktenskap med Kristofer av Bayern och Kristian I Danmarks, Norges och Sveriges drottning två gånger vardera (Danmark 1445–1448 och 1449–1481, Norge 1445–1448 och 1450–1481 samt Sverige 1445–1448 och 1457–1464).

## Biografi
Dorotea var yngst av tre döttrar till markgreve Johan av Brandenburg-Kulmbach (1406–1464) och Barbara av Sachsen (omkring 1405–1465). Hennes far var äldste son till kurfurst Fredrik I av Brandenburg men avsade sig sin förstfödslorätt till kurfurstetiteln och regerade istället i en mindre del av huset Hohenzollerns arvländer, Brandenburg-Kulmbach.
Den 10 september 1445 gifte sig Dorotea med Kristofer av Bayern (1416–1448) och den 14 september kröntes hon av ärkebiskopen i Lund Tuve Nielsen (Juul) i Köpenhamns Vor Frue Kirke till unionsdrottning.
Vid giftermålet utfärdade Kristofer av Bayern ett livgedingsbrev, i vilket Dorotea tillförsäkrades stora underhållsområden om maken skulle avlida före henne. I Danmark erhöll hon Roskilde, Ringsted samt slotten Haraldsborg och Skioldenæs. I Norge fick hon Jämtland och i Sverige fick hon Örebro slott med Närke och Värmland. I fall Dorotea skulle vilja flytta från Norden efter Kristofers död, skulle hon lösas ut med 45000 rhenska gyllen, varav varje nordiskt rike skulle erlägga en tredjedel var . I samband med äktenskapet avtalades även att Doroteas far, markgreve Johan, skulle fungera som administrator för Kristofers bayerska arvländer i Oberpfalz i dennes frånvaro.
I vart fall Jämtland kontrollerade hon fram till sin död 1495.
Efter Kristofers av Bayern död 1448 var Dorotea tillförordnad interimsregent i Danmark medan den nya regenten valdes. Hon gifte om sig 26 oktober 1449 med Kristian I av Danmark (1426–1481). Hon kröntes som svensk drottning i Uppsala 1457. 
Dorotea förlorade kontrollen över sina svenska förläningar 1464 och tillbringade en stor del av sitt liv med att försöka återfå dem. Förutom sin morgongåva hade hon även innehaft Noraskogs bergslag som förläning. I fredsförhandlingarna mellan Sverige och Danmark försökte hon flera gånger driva sina anspråk. Efter slaget vid Brunkeberg sökte hon istället påvligt stöd att driva sin sak. 1475 lyckades hon få Sixtus IV att utförda en bulla riktad mot Sten Sture den äldre, vilken genom ärkebiskopen av Magdeburg skulle tvingas att vika.
Efter sin makes död 1481, gjorde hon sin yngste son, Fredrik, till regent över Holstein. 
1488 gjorde hon en pilgrimsresa till Rom. 
Hon beskrivs som ekonomisk, energisk och hade visst politiskt inflytande.